# Loi du 11 mai 1998 relative à l'entrée et au séjour des étrangers en France et au droit d'asile
Lire en ligne

La Loi du 11 mai 1998 relative à l'entrée et au séjour des étrangers en France et au droit d'asile

Loi du 16 mars 1998 relative à la nationalité Loi du 24 juillet 2006 relative à l'immigration et à l'intégration
La loi n° 98-349 du 11 mai 1998 relative à l'entrée et au séjour des étrangers en France et au droit d'asile, dite loi RESEDA ou loi Chevènement est une loi française votée sous la présidence de Jacques Chirac.

## Histoire de la loi

### Précédents
En 1986 et 1993 étaient votées les deux lois Pasqua qui constituèrent des reculs significatifs pour les étrangers en France et qui furent critiquées par l'ensemble du mouvement associatif français de défense des étrangers. Elles ont réduit le droit du sol, accru les possibilités de rétention provisoire, créé un certificat d'hébergement accusé d’accroître la surveillance policière, etc.

### Genèse
Le gouvernement Lionel Jospin souhaitait établir des réformes sur le droit des étrangers, son programme contenait notamment la promesses d'abandonner les lois Pasqua-Débré. A donc été nommé à la tête d'un groupe de travail Patrick Weil, historien et chercheur, spécialiste de l'histoire du droit des étrangers et du droit à la nationalité. Celui-ci a remis un rapport le 31 juillet 1997 qui est à la base de deux projets de lois adoptés le 15 octobre 1997 en conseil des ministres. Cependant, ces rapports ne suppriment pas les lois contestées, mais les modifient seulement.

### Vote
La loi relative à l'entrée et au séjour des étrangers en France est adoptée par l'Assemblée nationale le 8 avril 1998. La loi a révélé de fortes tensions au sein des partis français de gauche. En effet, les socialistes, les radicaux de gauche et les élus du mouvement des citoyens ont voté pour. A l'inverse, les communistes (sauf un, Patrick Braouezec, qui a voté contre) se sont abstenus. En revanche la droite RPR et UDF ainsi que cinq députés verts ont voté contre. Cette division de la gauche a permis à la droite de faire passer cette loi sans encombres.

## Contenu
La loi prévoit la possibilité d'attribuer de nouveaux titres de séjour valables un an. Elle supprime en outre une mesure litigieuse de la deuxième loi Pasqua, celle portant sur les certificats d'hébergement et qui avait suscité un vaste mouvement populaire d'opposition lors du vote de la loi Debré de 1997. Elle libéralise la législation des mariages mixtes dans la mesure où le conjoint étranger d'un ressortissant français peut désormais obtenir un titre de séjour immédiatement s'il est entré de manière régulière en France. Le regroupement familial ne peut, en outre, plus être refusé pour ressources insuffisantes dans le cas où celles-ci seraient égales ou supérieures au SMIC. Enfin, cette loi accroît les prestations sociales dont peuvent bénéficier les étrangers et élargit le droit d'asile. En outre, elle supprime le droit accordé au préfet en 1993 de compléter une mesure de reconduite à la frontière par une interdiction administrative du territoire français.

## Conséquences
Si la loi Chevènement revient sur les principales mesures de la loi Pasqua, elle n'en prolonge pas moins la tendance du législateur de la fin du XXe siècle à remettre en cause le droit à un séjour stable et presque inconditionnel que la loi de 1984 sur les titres de séjour avait cherché à garantir. En effet, elle normalise la délivrance des cartes de séjour temporaire au détriment des cartes de résident, d'une durée de dix ans, dont la loi de 1984 avait cherché à inciter l'usage administratif. En outre, cette loi ne rétablit par l'accès de plein droit à la carte de résident pour les catégories d'étrangers écartées par les lois Pasqua-Debré. En se contentant de créer un nouveau titre de séjour valable un an avec la mention « vie privée et familiale » et autorisant l'exercice d'une activité salariée, elle ne constitue pas une réelle avancée pour la sortie des étrangers d'un droit précaire.

## Oppositions
Une manifestation de sans-papiers a été organisée par le Parti Communiste devant l'Assemblée nationale le jour du vote de la loi.

## Textes complémentaires
Les 23 et 24 juin 1998 furent établis quatre décrets d'application pour cette loi.
Le décret n° 98-502 du 23 juin 1998 établit les règles de délivrance pour l'attestation d'accueil qui devait remplacer le certificat d'hébergement introduit par les lois Pasqua pour les étrangers en visite privée en France. Ce décret liste aussi l'ensemble des catégories d'étrangers qui sont dispensés de produire cette attestation pour obtenir un visa.
Le décret n° 98-503 du 23 juin 1998 établit une nouvelle procédure de demande d'asile territorial.
Le décret n° 98-512 du 24 juin 1998 modifie le décret du 26 mai 1982 portant sur les modalités de l'éloignement des étrangers et établit que l'autorité compétente pour décider du renvoi d'un étranger concerné par un arrêté d'expulsion ou de reconduite à la frontière est le préfet.
Le décret n° 98-511 du 24 juin 1998 établit le cadre procédural du maintien en rétention d'un étranger touché par une mesure d'éloignement.